# Aerangis alcicornis
Aerangis alcicornis é uma espécie de orquídea monopodial epífita, família Orchidaceae, que habita da Tanzânia a Moçambique.